# Rutland
För andra betydelser, se Rutland (olika betydelser).
Rutland är Englands minsta grevskap och gränsar i väst och norr till Leicestershire, i nordöst till Lincolnshire, och i sydöst till Northamptonshire. Rutland utgör en enhetskommun med både primär- och sekundärkommunala funktioner.
Mellan 1974 och 1997 utgjorde området ett administrativt distrikt i Leicestershire. År 1997 blev Rutland åter ett eget grevskap och en enhetskommun.
Rutland är indelat i 57 civil parishes. Av dessa har centralorten Oakham och Uppingham status som städer (towns).